# 와이맥스

와이맥스 포럼 로고.

와이맥스(영어: Worldwide Interoperability for Microwave Access; WiMAX)는 점대점 연결에서 완전한 휴대형 접근에 이르기까지 다양한 방식으로 먼 거리를 걸쳐 무선으로 자료를 제공하는 것을 목표로 하는 통신 프로토콜이다. WirelessMAN이라고도 불리는 IEEE 802.16 표준에 기반을 두고 있다. "와이맥스"라는 이름은 표준의 상호 운용성과 순응을 제고시키기 위해 와이맥스 포럼이 2001년 6월에 만든 것이다. 이 포럼은 와이맥스를 "케이블, DSL의 대안으로서 라스트 마일(last mile)의 무선 광역 접근 전달을 가능하게 하는 표준 기반의 기술"로 설명하고 있다. 한국에서는 보통 와이브로로 알려져 있다.

## 용어의 정의
WiMAX는 IEEE 802.11 무선 랜 표준(Wi-Fi 얼라이언스에서 승인된)의 상호운용성 적용을 참조한 Wi-Fi와 비슷한 의미로 IEEE 802.16 무선 네트워크 표준(WiMAX 포럼이 승인한)의 상호운용성 적용을 참조한다. WiMAX 포럼 인증을 통하여 제조사는 WiMAX certified(고정형 또는 이동형)로써의 제품 판매를 허가해주며 따라서 같은 규격에 맞는 기타 인증 제품과의 상호운용성에 대해 검증을 확인한다.
고정 와이맥스(fixed WiMAX), 모바일 와이맥스(mobile WiMAX), 802.16d, 802.16e라는 용어는 자주 잘못 쓰인다. 올바른 정의는 다음과 같다:
802.16-2004
802.16-2004는 여러 모임이 표준을 개발하였으므로 802.16d라고도 한다. 휴대성을 지원하지 않기 때문에 자주 "고정 와이맥스"라고도 불린다.
802.16e-2005
802.16e-2005는 802.16-2004의 수정판이며 802.16e로 줄여 말하기도 한다. 휴대성을 지원하므로 "모바일 와이맥스"라고도 부른다.

## 이용
와이맥스의 대역폭과 접근성을 이용해 다음과 같은 일들이 가능하다.
- 와이파이 핫스팟을 다른 곳이나 다른 인터넷 부분과 연결한다.
- 라스트 마일 광역 접근을 위해 DSL, 케이블의 대안으로 무선을 제공한다.
- 고속 데이터, 전자 통신 서비스를 제공한다.
- 사업의 지속적인 계획의 일부로서 다양한 원천의 인터넷 연결을 제공한다.
- 여러 곳으로 이동해 다니며 연결할 수 있게 도와 준다.

## 같이 보기
- 와이브로

## 참조
1. ↑  http://www.ieee802.org/16/docs/06/C80216-06_007r1.pdf